# Michael Jace
Michael Jace (Paterson, Nova Jersey, 13 de julho de 1970) é um ator afro-americano mais conhecido por seu papel como detetive Julien Lowe, um cristão que entra em conflito sobre sua sexualidade, no drama policial The Shield.

## Biografia
Foi preso a 20 de maio de 2014 sobre suspeita de ter assassinado a sua esposa a tiro. No dia 10/06/2016, foi condenado a 40 anos de prisão após confissão pelo assassinato de sua esposa em 2014.